# Segretario di Stato per l'aeronautica
Il Segretario di Stato per l'aeronautica è stata una carica ministeriale nel governo britannico. Il ministro che ricopriva questa carica era responsabile del ministero dell'aeronautica. La carica è stata istituita il 10 gennaio 1919 per la guida politica della Royal Air Force. Nel 1946 le cariche di Segretario di Stato per la guerra, di Primo Lord dell'Ammiragliato e Segretario di Stato per l'aeronautica vennero formalmente subordinate al Ministro della difesa, che era stato a sua volta creato nel 1940 per il coordinamento della difesa nel secondo conflitto mondiale. Il 1º aprile 1964, il Ministero dell'aeronautica fu incorporato insieme al Primo Lord dell'Ammiragliato e al Segretario di Stato per la guerra nel Ministero della Difesa costituito in quella stessa data e la carica di Segretario di Stato per l'aeronautica abolita.